# 多羅吉尼奇
50°42′45″N 24°35′34″E / 50.71250°N 24.59278°E
多羅吉尼奇（烏克蘭語：Дорогиничі），是烏克蘭的村落，位於該國西部沃倫州，由沃洛德米爾區負責管轄，始建於1583年，面積2500平方公里，海拔高度238米，2001年人口620，人口密度每平方公里0.25人。